# 劉廞
劉 廞（りゅう きん、483年 - 534年）は、北魏の官僚・学者。字は景興。本貫は彭城郡彭城県叢亭里。兄は劉懌。弟は劉悦・劉戫・劉粋。従兄弟は劉懋・劉思祖。子は劉騭・劉㻐。甥（弟の子）は劉逖・劉弘。劉隗の伯父の劉訥の末裔にあたる。

## 経歴
太常卿の劉芳の子として生まれた。学問を好んで物事の理非をわきまえ、当時の権力者に良く仕えた。高肇が権勢を握り、清河王元懌が宰相となると、劉廞はかれらの子弟たちと交遊して互いに往来した。霊太后が臨朝称制すると、劉廞は霊太后の兄弟たちと仲良くつきあった。劉廞が霊太后の命を受けて詩を賦すと、霊太后はその詩を弟の胡祥に与えた。劉廞は尚書郎・太尉属・中書侍郎を歴任し、冠軍将軍・行南青州事をつとめた。まもなく安南将軍・光禄大夫として洛陽に召還された。孝荘帝の初年、国子祭酒に任じられ、本官のまま行徐州事をつとめた。前廃帝のとき、驃騎将軍・左光禄大夫の位を受けた。孝武帝の初年、散騎常侍の位を受け、驃騎大将軍に転じ、再び国子祭酒を兼ねた。534年（永熙3年）、孝武帝が献陽殿で孝経を講義する集まりを開き、劉廞が講師をつとめた。劉廞の応答は精緻とはいえなかったが、その風采と音声には見るべきものがあった。まもなく都官尚書を兼ね、さらに殿中尚書を兼ねた。高歓が洛陽に入ると、劉廞は孝武帝の入関についての責任を問われ、処刑された。享年は52。

## 子女
- 劉騭
- 劉㻐（三男、劉廞の兄の劉懌の後を嗣いだ）

## 伝記資料
- 『魏書』巻55 列伝第43
- 『北史』巻42 列伝第30